# Heilig Kreuz (Holzhausen)

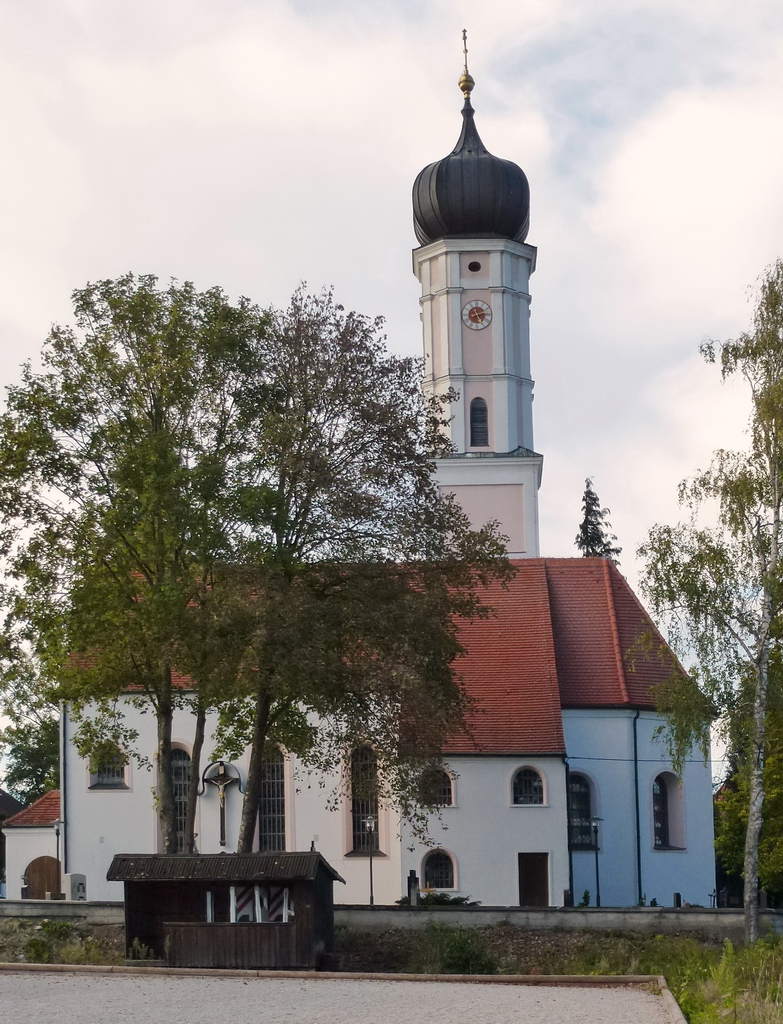
Pfarrkirche Heilig Kreuz

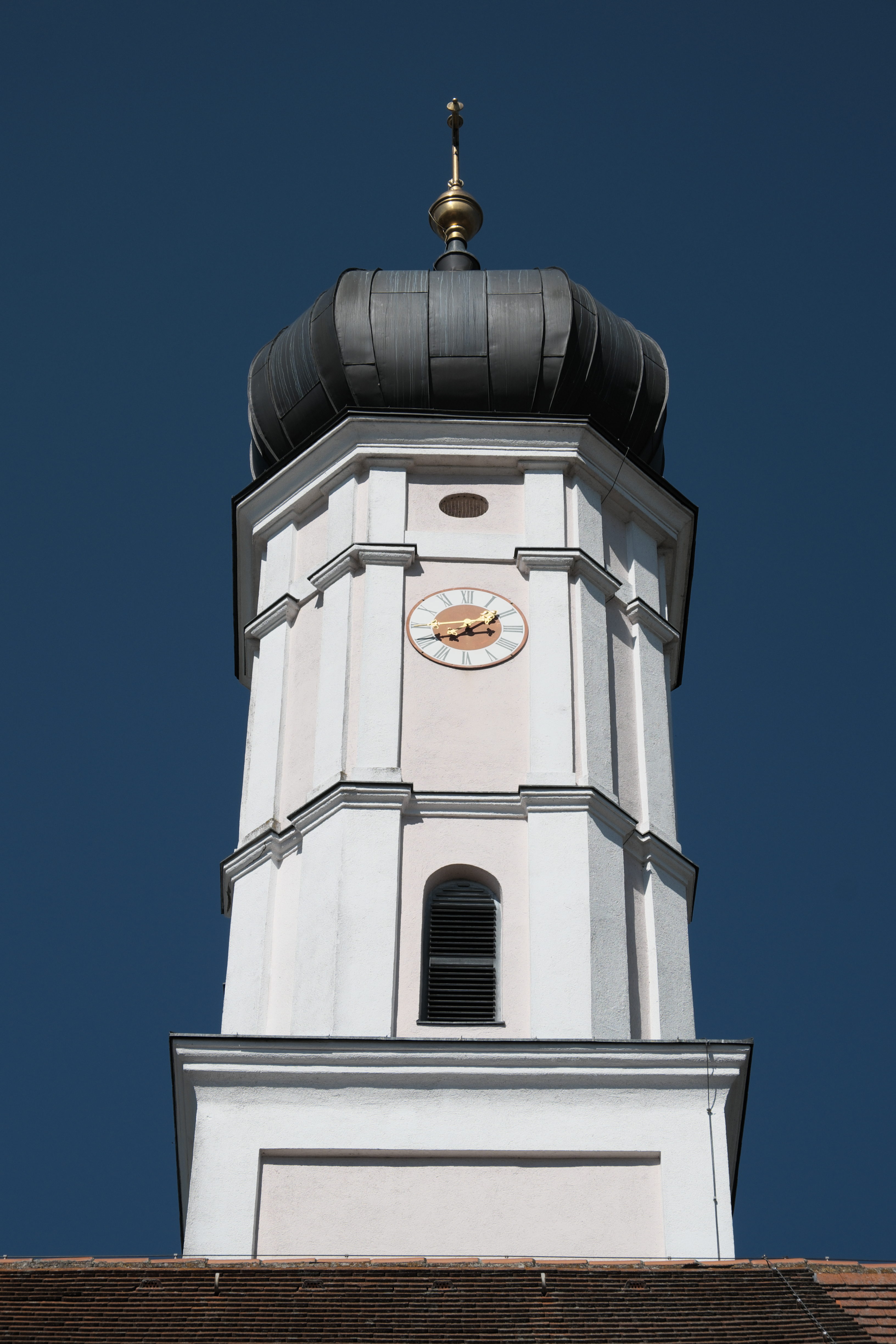
Zwiebelturm

Die katholische Pfarrkirche Heilig Kreuz in Holzhausen, einem Ortsteil der Gemeinde Alling im oberbayerischen Landkreis Fürstenfeldbruck, ist im Kern ein spätgotischer Bau, der Ende des 17. Jahrhunderts barockisiert wurde. Die Kirche ist dem Kreuz Christi geweiht, das nach der Legende von der heiligen Helena, der Mutter Kaiser Konstantins des Großen wieder aufgefunden wurde. Die Kirche gehört zu den geschützten Baudenkmälern in Bayern.

## Geschichte
Bereits um 770 ist in „Holzhusir“ eine Kirche anlässlich ihrer Weihe durch den Freisinger Bischof Arbeo erwähnt. Die heutige Kirche wurde um 1400 errichtet und 1697 barockisiert. In den Jahren 1727/28 erhielt der Turm seinen barocken Aufbau mit Zwiebelhaube. 1831/32 wurde der Innenraum teilweise neu gestaltet.

## Architektur

### Außenbau
Im nördlichen Chorwinkel steht der mit einer Zwiebelhaube gedeckte Glockenturm. Er besteht aus einem quadratischen Untergeschoss und einem oktogonalen Aufbau, der durch Gesimse und Blendfelder gegliedert und von rundbogigen Klangarkaden durchbrochen wird. Das Portal ist in ein Vorzeichen an der Westfassade des Langhauses integriert.

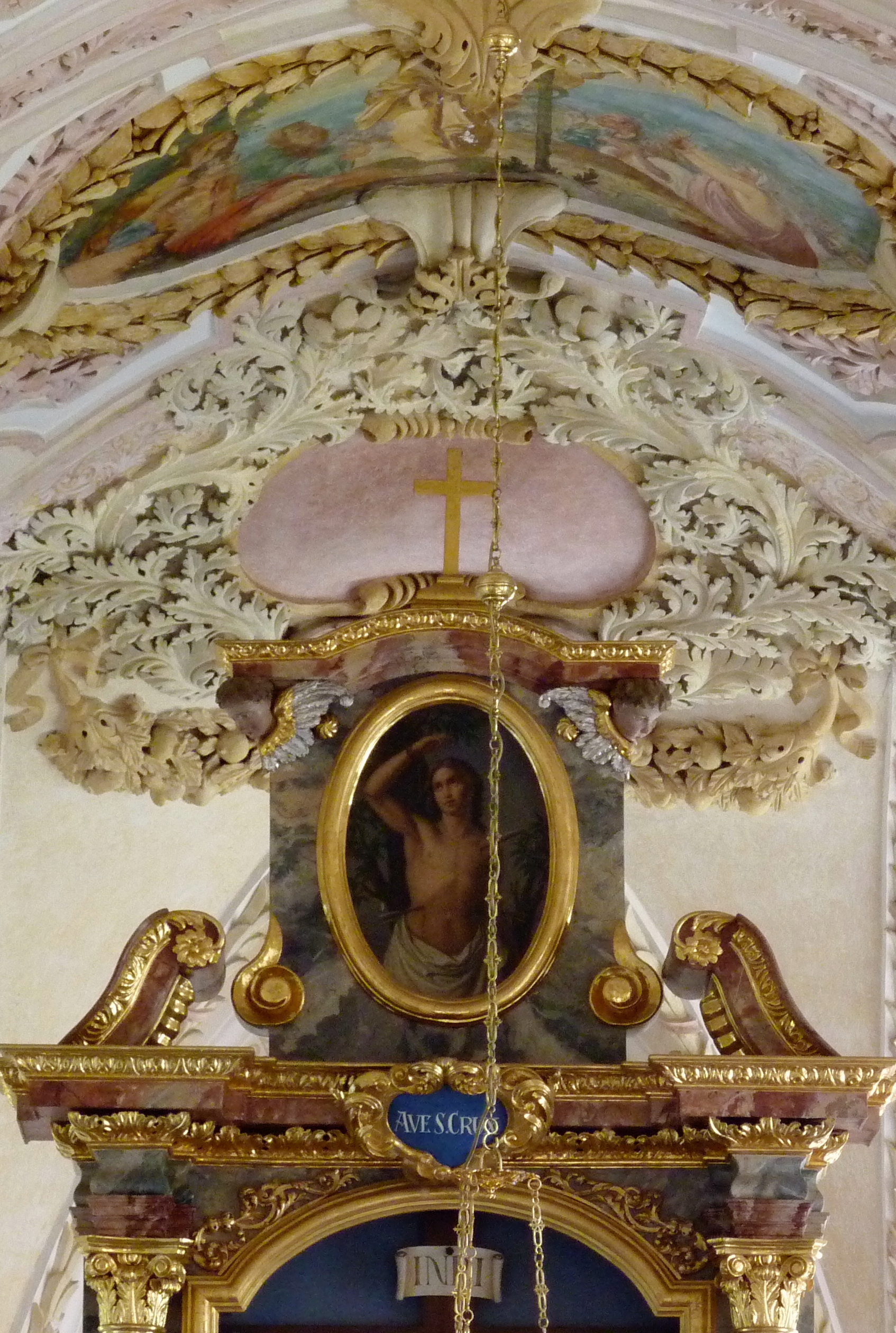
Stuckdekor

### Innenraum

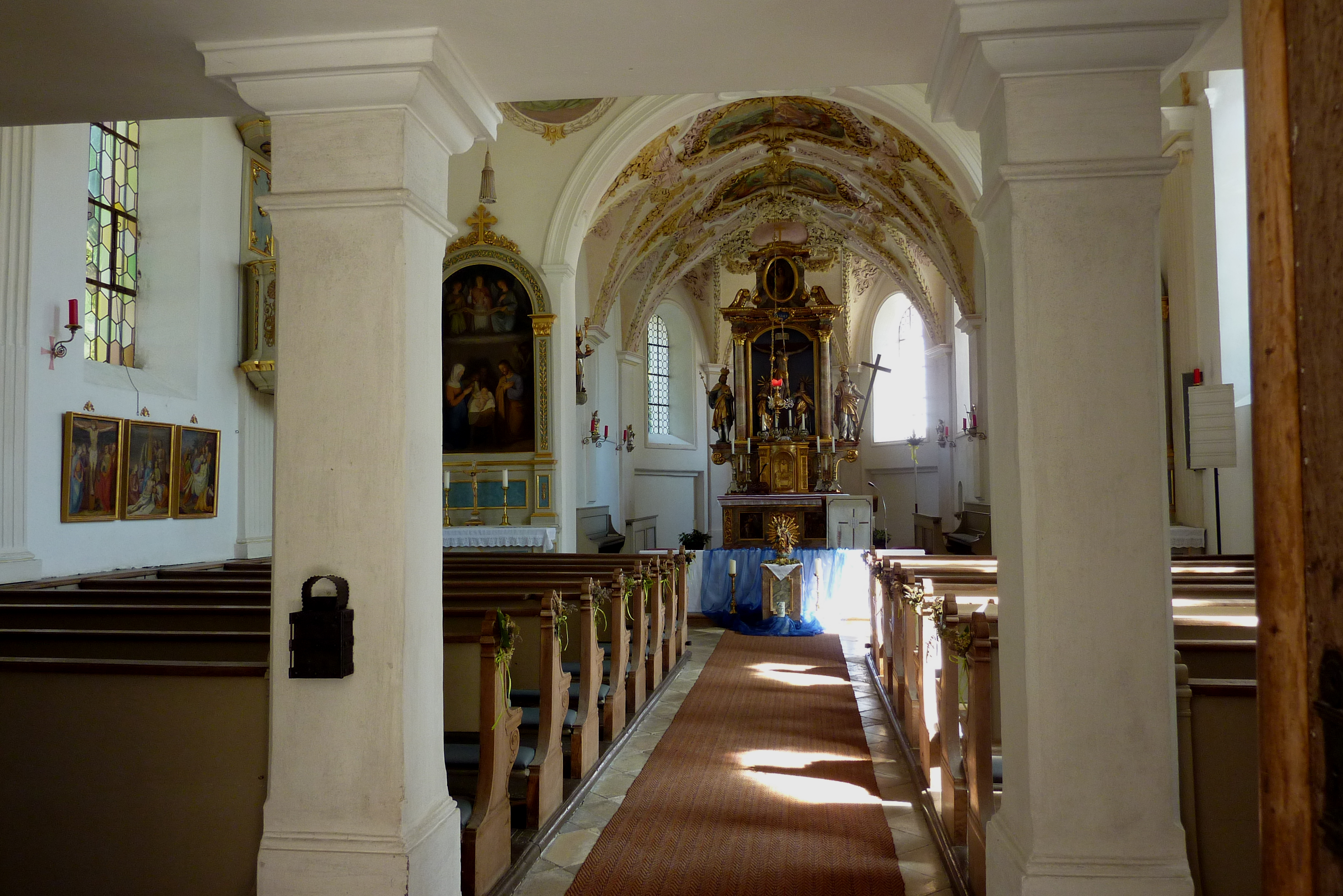
Innenraum

Der Innenraum ist ein spätgotischer Saalbau mit eingezogenem, dreiseitig geschlossenem Chor. Im Zuge der Barockisierung der Kirche wurden im Chor die gotischen Netzrippen abgeschlagen und das Gewölbe mit Stuckdekor aus Fruchtgirlanden, Engelsköpfen und Akanthusranken überzogen. Das Langhaus wird von einer flachen Stichkappentonne gedeckt, die mit Deckengemälden versehen ist. Den westlichen Abschluss des Langhauses bildet eine auf zwei Pfeilern aufliegende Doppelempore.

## Deckengemälde
Die Deckengemälde stammen aus der Zeit der Umgestaltung des Innenraums und werden in das Jahr 1832 datiert. Auf ihnen sind Moses dargestellt, der Sieg Konstantins auf der Milvischen Brücke und die Geburt Christi.

## Ausstattung

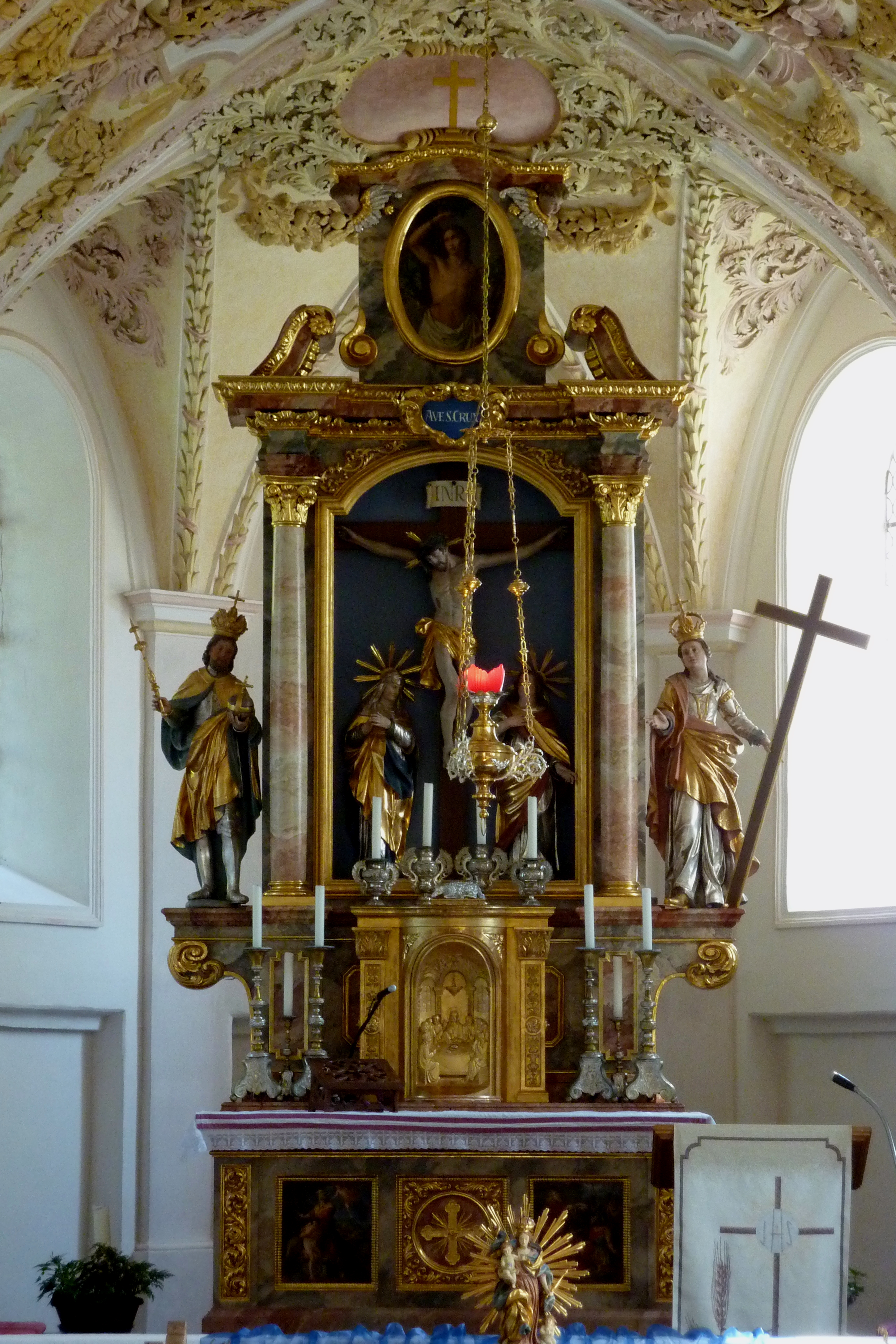
Hochaltar

- Der Hochaltar stammt vermutlich aus der Zeit der Barockisierung der Kirche. In der Mitte des Altars steht eine lebensgroße Kreuzigungsgruppe, die seitlichen Figuren stellen Kaiser Konstantin den Großen und seine Mutter, die heilige Helena, dar.
- Die Seitenaltäre sind im Stil des Klassizismus gestaltet und kamen um 1832 in die Kirche. Die Altarblätter weisen den Stil der Nazarener auf. Das Gemälde des nördlichen Altars stellt die Geburt Christi dar, das südliche Altarbild die Kreuzabnahme.
- An der Brüstung der unteren Empore sind auf barocken Leinwandbildern Szenen der Passion dargestellt.

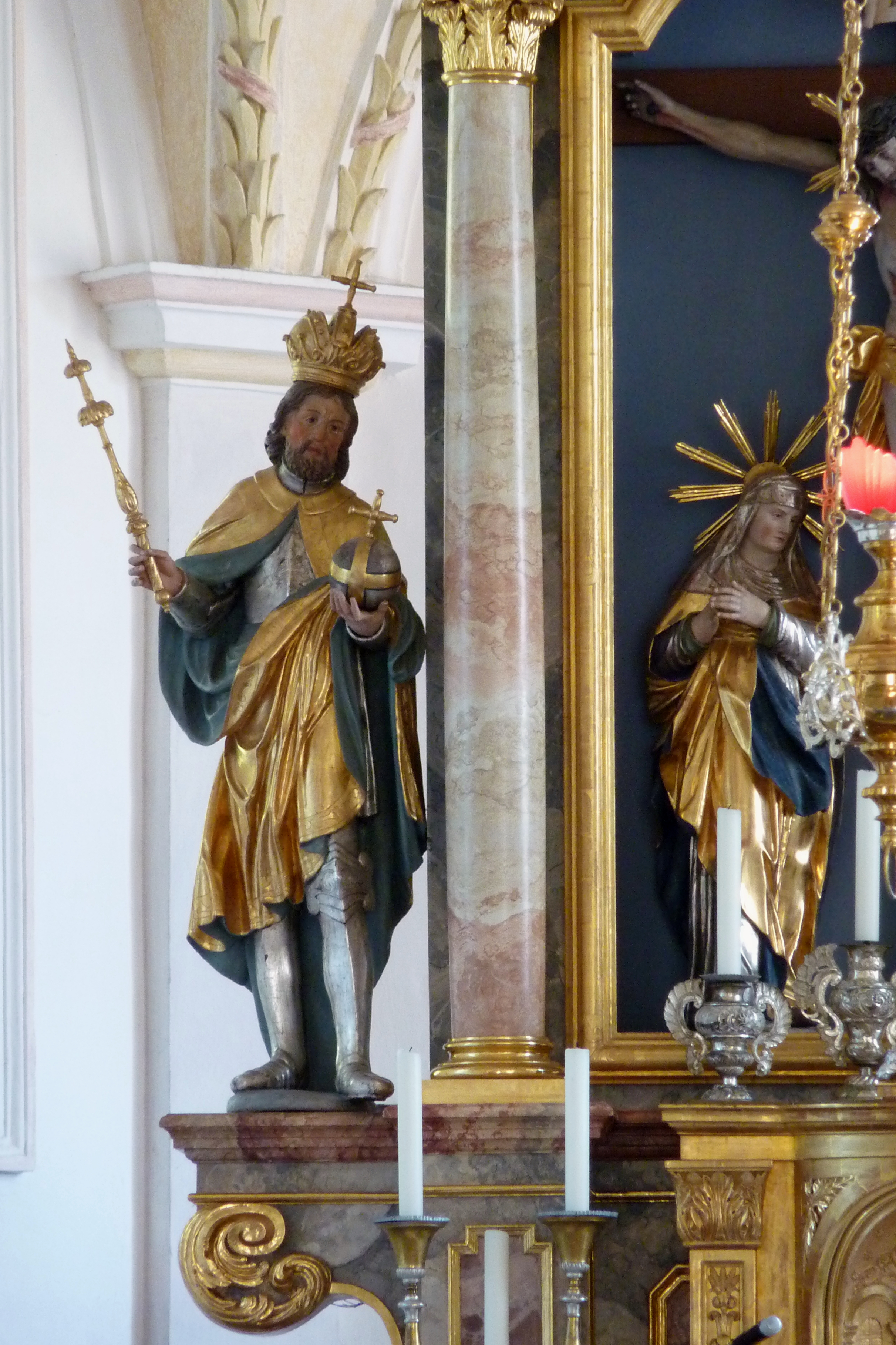
Konstantin der Große
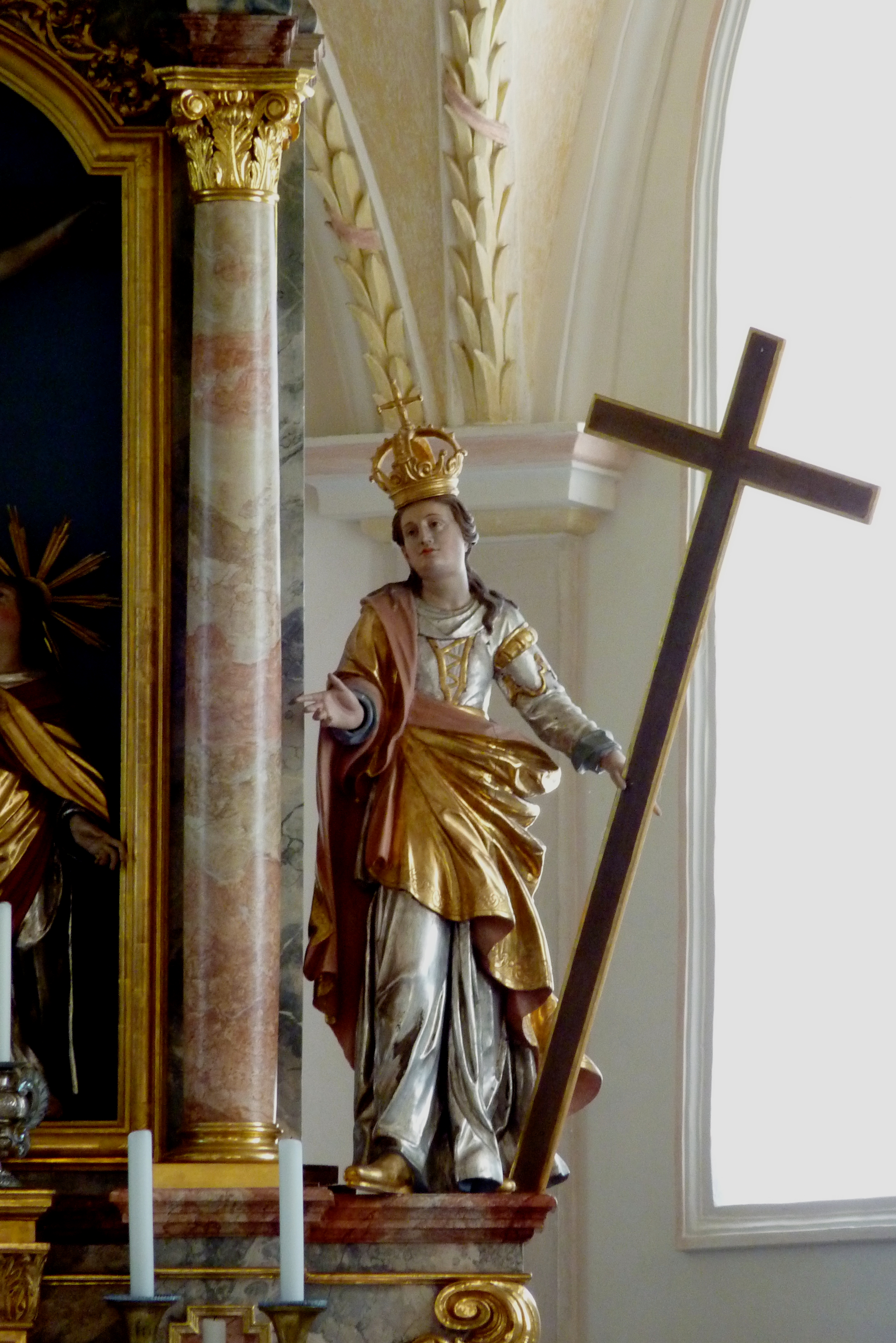
Heilige Helena